# Dugnano
Dugnano (Dugnan in dialetto milanese, AFI: [dyˈɲãː]) è uno dei sette quartieri che compongono il comune metropolitano di Paderno Dugnano, di cui costituisce la porzione centrale. Confina a sud con Paderno e con il Villaggio Ambrosiano, a nord con Incirano e Cassina Amata, a est con Calderara (cascina Uccello), a ovest con Bollate (zona Cassina Nuova).

## Storia
Dugnano era una località agricola di antica origine. Nell'ambito della suddivisione in pievi del territorio milanese, apparteneva alla pieve di Desio e aveva una sua ben definita individualità, essendo anche parrocchia oltre che comune.
Registrata agli atti del 1751 come un villaggio milanese di 690 abitanti, alla proclamazione del Regno d'Italia nel 1805 la località risultava avere 841 residenti. In età napoleonica, fra il 1810 e il 1816, al comune di Dugnano furono aggregate Incirano e Paderno, oltre a Cusano a partire dal 1812, assommando 2 647 abitanti. Tutti gli antichi municipi recuperarono comunque l'autonomia con la costituzione del Regno Lombardo-Veneto.
Nel 1853 il comune di Dugnano contava 1 506 abitanti, nel 1861 ne aveva 1.595. Nel 1869 Dugnano venne aggregata al comune di Paderno Milanese, denominato dal 1886 come Paderno Dugnano.

## Monumenti e luoghi notevoli

### Architetture civili
- Corte Stiria, sede del municipio di Paderno Dugnano
- Villa Dugnani, Negroni, Lado
- Villa Uboldi, Orombelli

### Architetture religiose
Parrocchia dei Santi Nazaro e Celso
La chiesa di Santi Nazaro e Celso (patroni di Dugnano), sorta a metà del XIX secolo è la chiesa principale del quartiere. La chiesa è stata realizzata su di un terreno offerto dalla contessa Teresa Dugnani presso il quale sorgeva la parrocchia del Cinquecento. L'edificio è stato progettato dall'architetto Giacomo Moraglia, in stile tardoneoclassico, e la sua costruzione è terminata dopo sette mesi di lavori. Sul finire del XIX secolo, fu completamente rinnovata dal pittore Luigi Tagliaferri che eseguì un vasto ciclo di affreschi nel presbiterio e sulla volta della navata centrale.
All'interno della parrocchia, all'interno dell'altare maggiore, si trovano le reliquie dei santi martiri Bonifacio e Fortunato.